# Walter Mondale
Walter Frederick «Fritz» Mondale (Ceylon, Minnesota; 5 de enero de 1928-Mineápolis, Minnesota; 19 de abril de 2021) fue un político estadounidense. Ejerció como el 42.º vicepresidente de los Estados Unidos durante el mandato de Jimmy Carter (1977-1981) y candidato demócrata a la presidencia en las elecciones de 1984. 

## Familia y vida privada
Segundo hijo de una familia de granjeros de origen noruego. Su padre también fue pastor metodista en la iglesia del pequeño pueblo de Elmore, donde Walter se ganó algunos dólares cantando en ceremonias religiosas gracias a su buena voz. Él siempre diría que su padre le transmitió la pasión por el servicio público al enseñarle su visión social del cristianismo, entendido como un servicio a la comunidad.
Enviudó el 3 de febrero de 2014, cuando su esposa Joan Adams Mondale falleció víctima de la enfermedad de Alzheimer.

## Abogado y fiscal
Se graduó en Ciencias Políticas por la Macalester College de Saint Paul en 1951. Tuvo que costearse sus estudios trabajando los veranos para los granjeros de la región. Después quiso estudiar Leyes pero, al no tener dinero suficiente, decidió alistarse en las Fuerzas Armadas durante la guerra de Corea. Eso le permitió poder estudiar a la vuelta y graduarse magna cum laude en Derecho por la Universidad de Minnesota en 1956.
Su primer contacto con la política se remonta a 1948, cuando con 20 años colabora en la campaña senatorial del entonces alcalde de Mineápolis, Hubert Humphrey, el hombre que sería su mentor. Años más tarde, al filo de los 30 años, convertido ya en abogado, abriría un bufete jurídico que le permitiría superar definitivamente las privaciones económicas.
Adquiere cierto prestigio en la práctica privada de la abogacía y decide dar el salto a un cargo público. En 1960 es designado fiscal general del estado de Minnesota y reelegido en 1963. Como fiscal destaca por sus investigaciones antitrust y los derechos de protección del consumidor.

## Senador por Minnesota (1964-1977)

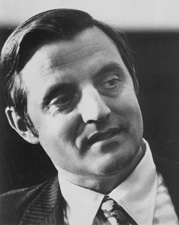
Senador Walter F. Mondale.

En 1964 el senador demócrata Hubert Humphrey es elegido vicepresidente de EE. UU. en la candidatura de Lyndon Johnson, y deja así vacante su escaño en el Senado por Minnesota. El gobernador Karl Rolvaag escoge a Walter Mondale para cubrir esa vacante. Así comienza su exitosa carrera en el Senado federal. En 1966 Mondale es elegido senador por derecho propio derrotando al candidato republicano Robert Forsythe y reelegido en 1972 por amplia mayoría.
Como senador se integró en el ala más liberal del Partido Demócrata. Sostuvo con entusiasmo los programas sociales de la Gran Sociedad lanzada por el presidente Johnson y mostró su apoyo al proyecto de Acta de Derechos Civiles (Civil Rights Act). Fue designado presidente del especial Comité de Igualdad de Oportunidades Educativas, que se encargó de promover la iniciativa por la cual los niños negros debían asistir a las mismas clases que los niños blancos, compartiendo de forma obligada el transporte escolar. 
En asuntos de política exterior, Mondale se opuso en el Senado al incremento de armas nucleares y a la carrera espacial. Se opuso a las partidas presupuestarias para el desarrollo de nuevos misiles antibalísticos, proyectiles intercontinentales o aviones supersónicos, así como al programa 'Skylab' y al transbordador 'Challenger', proyecto estrella de la NASA, por considerarlos demasiado costosos.
En un principio, Mondale fue partidario de la intervención norteamericana en Vietnam, pero ya en 1968 se había arrepentido de lo que él mismo calificó como "el mayor error de mi vida pública". Desde entonces, fue un conocido defensor del control de armamentos y el desarme. También logró, junto con sus colegas liberales del Senado, la aprobación de varios proyectos de ley sobre reformas impositivas, bienestar social o protección del medio ambiente.

## Elecciones presidenciales de 1976
Ante la renuncia del presidente Richard Nixon en 1974 y la debilidad de su sucesor, Gerald Ford, los demócratas se disponían a recuperar la Casa Blanca en 1976. Mondale pronto apareció como uno de los favoritos entre los demócratas para la nominación presidencial de aquel año. Pero se autodescartó en una rueda de prensa el 21 de noviembre de 1974. "Admiro a los hombres que están dispuestos a hacer lo que sea necesario hacer para alcanzar la presidencia; pero he comprendido que yo no soy uno de ellos" dijo.
Cuando el exgobernador de Georgia, Jimmy Carter, se hizo con la nominación demócrata a mediados de 1976, barajó básicamente dos nombres como posibles candidatos vicepresidenciales. Uno de ellos, el senador por Idaho Frank Church, perteneciente al ala liberal del partido, había sido rival en las primarias. El otro era Walter Mondale. Perteneciente al mismo ala progresista que Church, un sector del que el moderado Carter necesitaba para ganar las elecciones. Finalmente se decidió por Mondale, quien estaba mejor relacionado con algunos pesos pesados del partido como Hubert Humphrey o George McGovern, cuyo favor Carter necesitaba.
Los analistas no dudaron que Walter Mondale fue un elemento capital en el triunfo demócrata de ese año, especialmente en los decisivos Estados del Norte y el Medio Oeste. Su papel fue el de equilibrar la inexperiencia de Carter en los asuntos de Washington y atraer el voto de los sectores más progresistas. Se estimó que la presencia de Mondale podía aportar de dos a tres puntos a la candidatura demócrata, y lo cierto es que Carter se impuso al republicano Ford por una ajustada diferencia de dos puntos en las elecciones del 2 de noviembre de 1976.

## Vicepresidente de Estados Unidos (1977-1981)

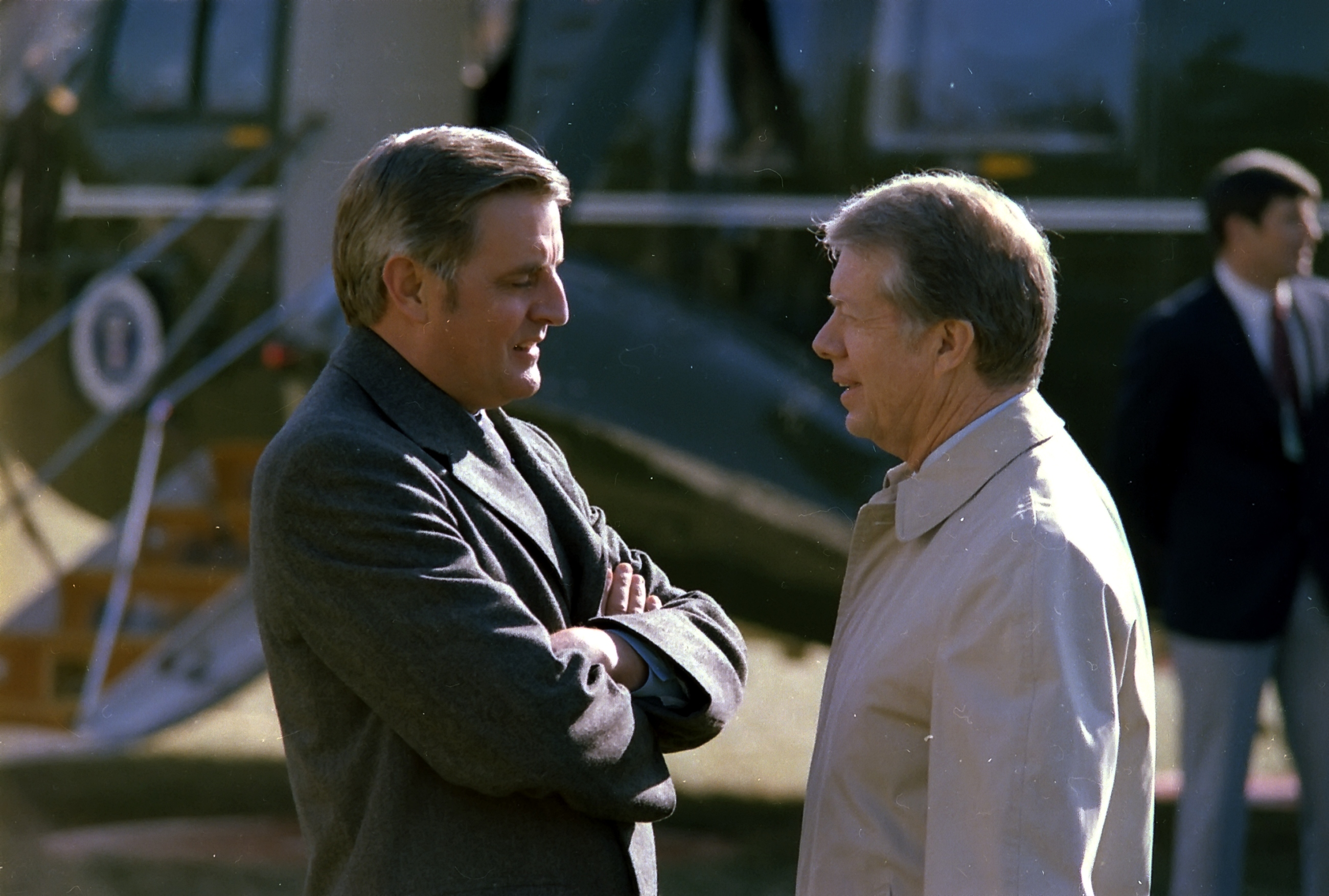
Mondale y Jimmy Carter en 1979

Nada más asumir la vicepresidencia el 20 de enero de 1977, Mondale se encargó de otorgarle un mayor peso al cargo, mudando sus oficinas al Ala Oeste de la Casa Blanca y trabajando activamente junto al presidente Carter. Su experiencia fue de valiosa ayuda para un Jimmy Carter falto de rodaje en temas federales e internacionales. El vicepresidente emprendió varios viajes al exterior, entre ellos uno a España en plena transición democrática, y tuvo una participación activa en algunos logros de la política exterior de la administración Carter, como el tratado de limitación de armas estratégicas en 1978, el acuerdo para la cesión del Canal de Panamá o el acuerdo de Camp David entre Israel y Egipto.
Cuando la estrella de Carter empieza a languidecer debido a la recesión económica del final de su mandato, y el dramático asunto de los rehenes norteamericanos secuestrados en Teherán y su desastroso intento de rescate, Mondale continuaría apoyando públicamente al presidente. Ambos fueron designados candidatos a la reelección en las elecciones de 1980, en las que serían derrotados por el republicano Ronald Reagan.

## Candidato demócrata a la presidencia en 1984

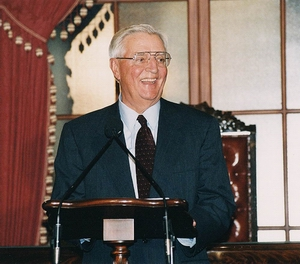
Walter Mondale dando una conferencia en septiembre de 2002.

Con Reagan en la presidencia, Walter Mondale se dedicó desde el primer día de 1981 a reorganizar a sus aliados y contactos dentro del Partido Demócrata para preparar el terreno para una futura candidatura presidencial. Ese momento llega en las presidenciales de 1984. Mondale postula su candidatura en 1983 presentándose como representante del sector progresista de los demócratas.
Al llegar las primarias tuvo que enfrentarse a dos rivales sorprendentemente crecidos, el senador por Colorado Gary Hart y el reverendo afroamericano Jesse Jackson. La batalla fue más dura y prolongada de lo que se esperaba. En el caucus de Iowa, Mondale se confirmó como el favorito del aparato del partido, pero en las primarias de Nuevo Hampshire sufrió una dolorosa derrota a manos de Hart. El centrista Hart ganó primarias en importantes Estados como Ohio, California o Florida, y Jesse Jackson fue el ganador en estados como Virginia, Carolina del Sur o Luisiana, dejando entrever la importancia del voto negro dentro del partido. Pero la mayor recaudación de fondos, unido al apoyo de los pesos pesados del partido, y a una agresiva campaña por televisión, Mondale logró finalmente la nominación con un total de 2.191 delegados contra los 1.200 de Hart.
Tras la dura batalla interna, Mondale buscó un golpe de efecto escogiendo a la congresista por Nueva York, Geraldine Ferraro, como su candidata a la vicepresidencia. La primera mujer en recibir la nominación vicepresidencial de uno de los dos grandes partidos. 

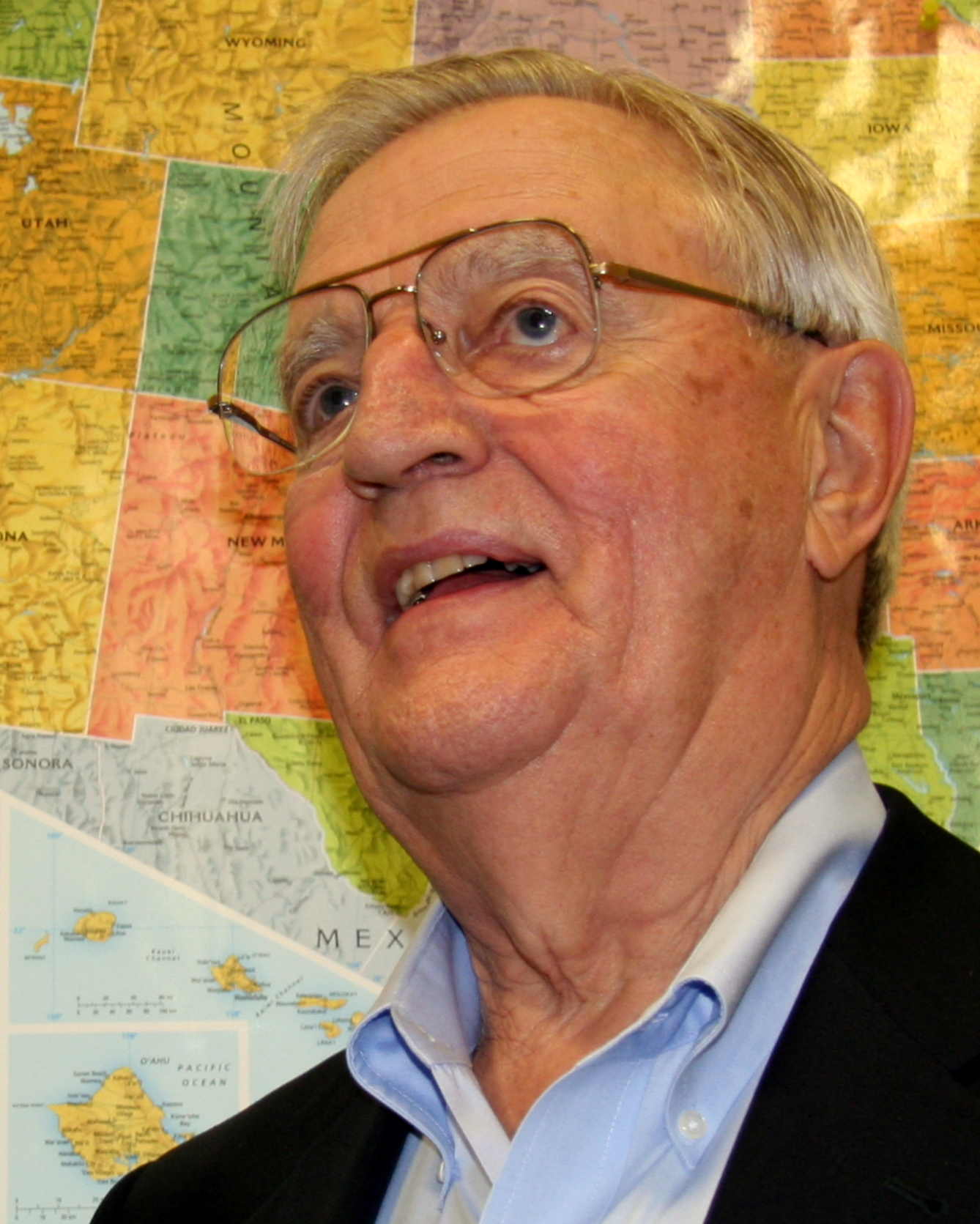
Mondale en 2010

Aquel año todos los demócratas coincidían que era el momento de nominar para la vicepresidencia al representante de una minoría. Ya fuese mujer, afroamericano o hispano. Al mismo tiempo, parecía que todos coincidían en que tenía que ser un alcalde, para hacer la candidatura más cercana a los ciudadanos. Algunos abogaban por el alcalde de Los Ángeles, Tom Bradley, afroamericano, otros abogaban por el alcalde de San Antonio, Henry Cisneros, hispano. Pero la mejor colocada parecía ser la alcaldesa de San Francisco, la moderada Dianne Feinstein.
La elección de Ferraro generó menor entusiasmo del esperado al tratarse de una desconocida con poco contacto con los votantes más allá de su distrito de Nueva York. Mondale apostó por ella pero en noviembre les esperaba en las elecciones el presidente Reagan, quien les infligiría el más duro castigo electoral sufrido por los demócratas en los últimos cincuenta años.

## Intento fallido de volver a la política

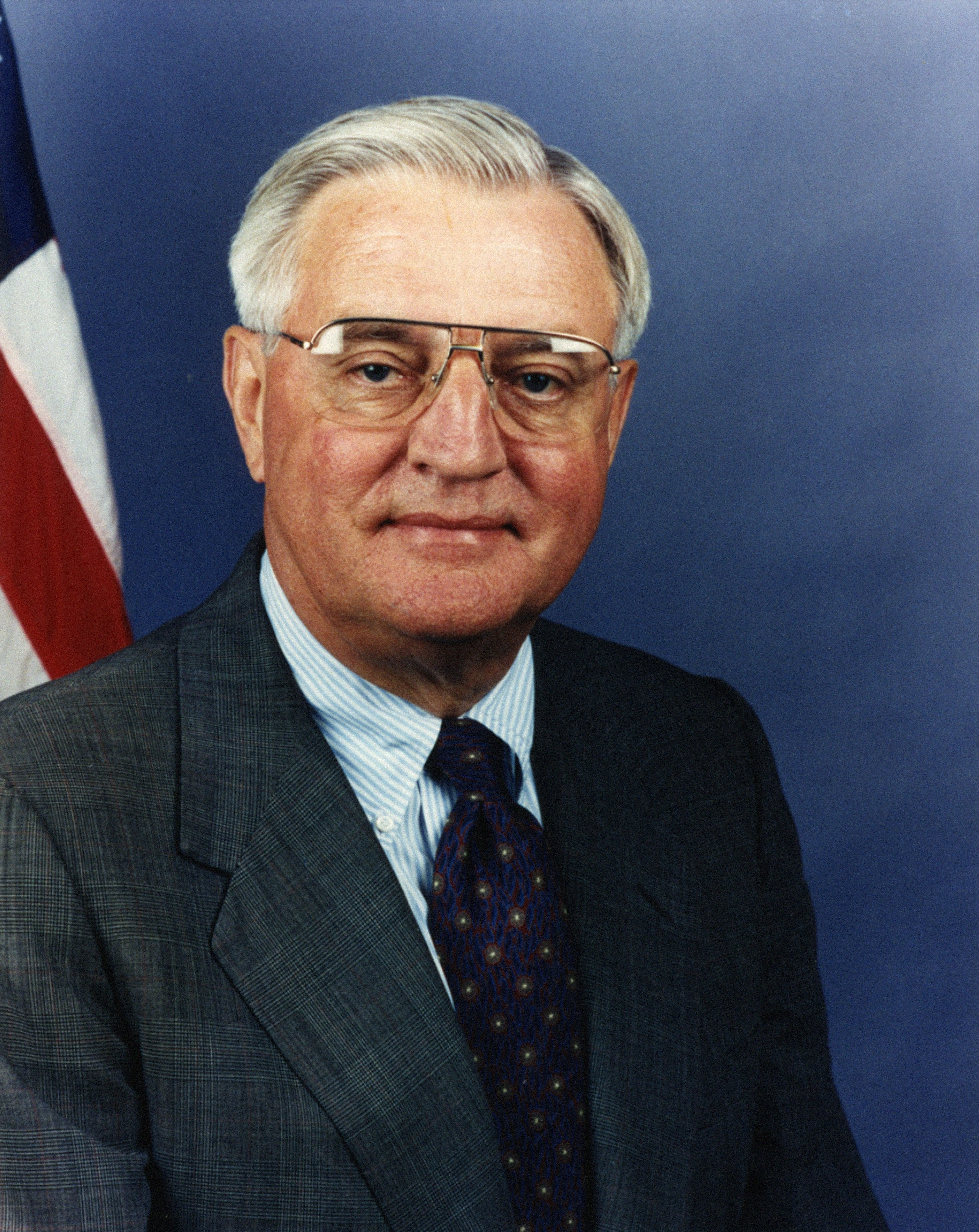
Walter Mondale como embajador en el Japón, en 1993.

Tras la derrota Mondale volvió a la práctica privada de la abogacía en Minnesota y Washington. Entre 1986 y 1993 fue presidente del National Democratic Institute for International Affairs. En 1993 el presidente Bill Clinton lo nombró embajador de EE. UU. en Japón y enviado especial a Indonesia en 1998.
Su último intento por volver a la política activa se produjo en 2002. Tras la muerte del senador Paul Wellstone, de Minnesota, en un accidente aéreo mientras hacía campaña para su reelección, los demócratas del estado recurrieron a Walter Mondale para que sustituyera a Wellstone como candidato al Senado. Pero fue derrotado por un escaso margen por el republicano Norm Coleman. Al conceder la derrota, Mondale dijo: "Al concluir la que será mi última campaña, quisiera decir a Minnesota, que siempre me habéis tratado bien y siempre me habéis escuchado".